# Jung Chang
Chang Jung (張戎T, 张戎S, Zhāng RóngP; Yibin, 25 marzo 1952) è una scrittrice cinese, autrice di autobiografico Cigni selvatici (1991).

## Biografia
Nata nella provincia del Sichuan, è figlia di due funzionari del Partito Comunista Cinese (Bao Qin/De-hong e Wang Yu/Shou-yu). Visse la sua infanzia e la sua adolescenza sotto il regime di Mao Zedong: arruolatasi a quattordici anni, durante la rivoluzione culturale, nella Guardie Rosse, si iscrisse poi all'Università del Sichuan, dove studiò letteratura inglese.
Nel 1978, ottenuta una borsa di studio, lasciò la Cina alla volta dell'Inghilterra, dove si addottorò in linguistica presso l'università di York.
Raggiunse la celebrità nel 1992 grazie alla pubblicazione dell'autobiografia Cigni selvatici. Tre figlie della Cina.
Nel 2006 ha realizzato, in collaborazione col marito Jon Halliday, Mao, la storia sconosciuta.
Vive attualmente a Londra.

## Cigni Selvatici
Il libro è una biografia di tre generazioni di donne cinesi vissute nel Ventesimo secolo — sua nonna (Yu-fang), sua madre (Bao Qin/De-hong) e se stessa. Chang dipinge un ritratto vivido del subbuglio politico e militare della Cina di quel periodo, dal matrimonio di sua nonna con un signore della guerra, all'esperienza dell'occupazione giapponese di Jinzhou durante la seconda guerra sino-giapponese vissuta dalla madre, e la sua esperienza personale degli effetti della politica di Mao dagli anni '50 agli anni '70.
Cigni Selvatici è stato tradotto in 37 lingue, ha venduto 13 milioni di copie e ha ricevuto elogi da autori come J. G. Ballard. Il libro è tuttora inedito in Cina.

## Opere
- (EN) Jung Chang-Jon Halliday, Madame Sun Yat-Sen: Soong Ching-Ling, London, Penguin, 1986, ISBN 0-14-008455-X.
- Cigni selvatici. Tre figlie della Cina (Wild Swans: Three Daughters of China, London, 1992), traduzione di L. Perria, Milano, Longanesi, 1994. - TEA, 1998-2016.
- (EN) Jung Chang, Lynn Pan and Henry Zhao (edited by Jessie Lim and Li Yan), Another province: new Chinese writing from London, London, Lambeth Chinese Community Association, 1994, ISBN 0-9522973-0-2.
- Jung Chang-Jon Halliday, Mao. La storia sconosciuta (Mao: The Unknown Story, 2003), traduzione di Elisabetta Valdrè, Milano, Longanesi, 2006. - Milano, TEA, 2008-2016.
- L'imperatrice Cixi. La concubina che accompagnò la Cina nella modernità (Empress Dowager Cixi: The Concubine Who Launched Modern China, 2013), traduzione di Elisabetta Valdrè, Collana Il Cammeo, Milano, Longanesi, 2015, ISBN 978-88-304-2713-6. - Milano, TEA, 2017.
- Le signore di Shangai. Le tre sorelle che cambiarono la Cina (Big Sister, Little Sister, Red Sister, 2019), traduzione di Alba Bariffi, Collana Nuovo Cammeo, Milano, Longanesi, 2020, ISBN 978-88-304-4930-5. - Collana Saggi bestseller, Milano, TEA, 2022, ISBN 978-88-502-6337-0.